# Chapim-carvoeiro

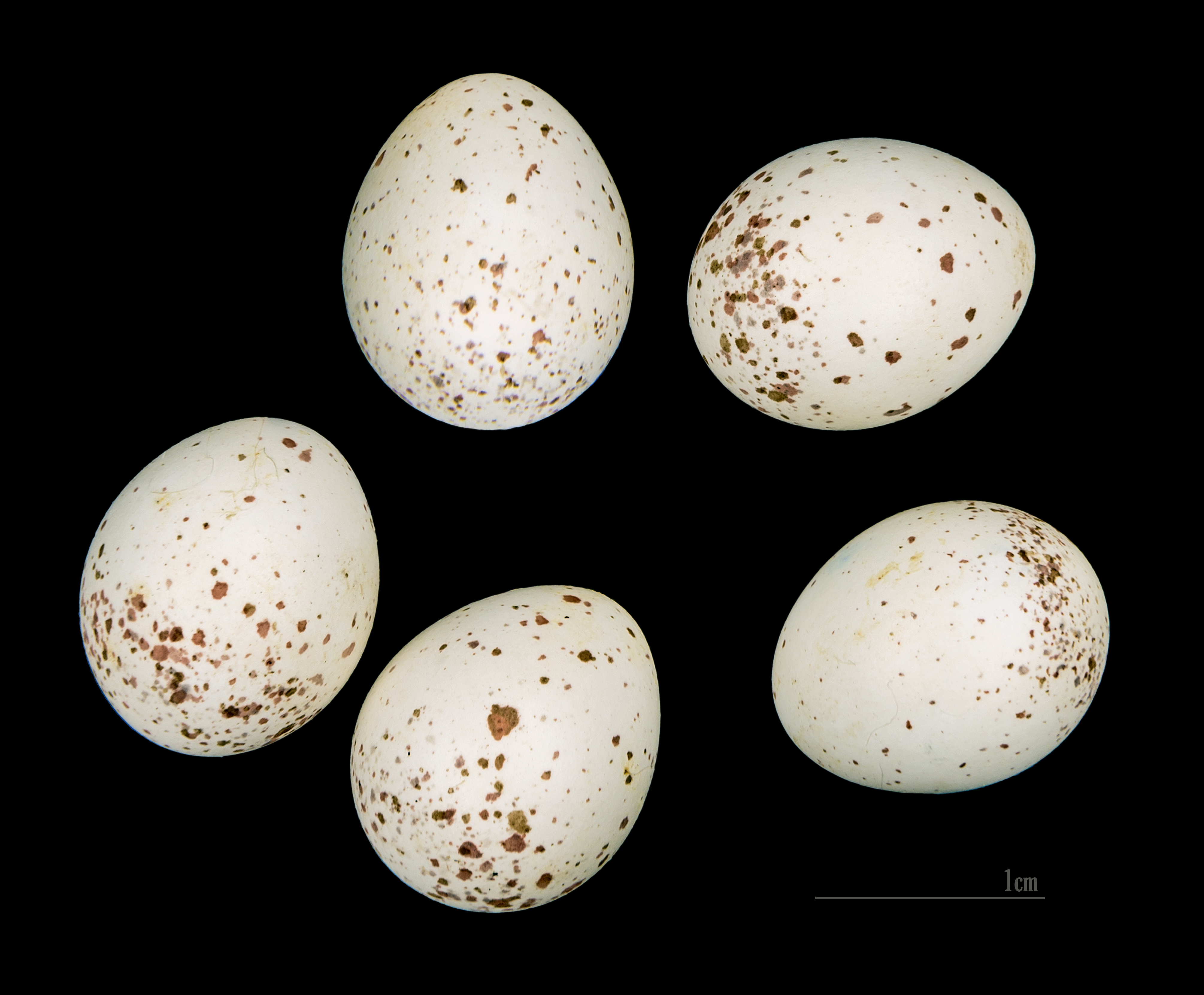
Periparus ater MHNT

O chapim-carvoeiro (Periparus ater, antigamente Parus ater) é uma ave da ordem passeriformes e pertencente à família Paridae. Apresenta o barrete e o queixo pretos, contrastando com as faces e a nuca brancas.
Tal como a maioria dos chapins, esta espécie vive em zonas florestais, apresentando preferência por resinosas. Ocasionalmente também ocorre em parques e jardins urbanos. Nidifica em buracos de árvores, podendo também ocupar caixas-ninho.
Este chapim ocorre na Europa, na Ásia e no norte de África. Em Portugal distribui-se amplamente pelo norte e centro do território, sendo raro a sul do rio Tejo.